# Liste kanadischer Inseln
Die Liste kanadischer Inseln umfasst die größten kanadischen Inseln mit einer Fläche von mindestens 150 km², sortiert nach ihrer Fläche. Sie enthält sämtliche 40 kanadische Inseln mit einer Fläche von mindestens 1.500 km². Bei den hier ebenfalls noch aufgeführten Inseln mit einer Größe von 150 bis 1.500 km² mögen einzelne Binneninseln noch fehlen.
| Rang | Inselname                                             | Inselgruppe / Lage                                                         | Provinz/Territorium               | Fläche [km²] | Umfang [km] | Geokoor- dinaten      |
| ---- | ----------------------------------------------------- | -------------------------------------------------------------------------- | --------------------------------- | ------------ | ----------- | --------------------- |
| 1    | Baffininsel                                           | Kanad.-arkt. Archipel                                                      | Nunavut                           | 507.451      | 28.308      | 70° 00′ N, 075° 00′ W |
| 2    | Victoria-Insel                                        | Kanad.-arkt. Archipel                                                      | Nordwest-Territorien/ Nunavut     | 217.291      | 7.091       | 71° 00′ N, 110° 00′ W |
| 3    | Ellesmere Island                                      | Kanad.-arkt. Archipel, Königin-Elisabeth-Inseln                            | Nunavut                           | 196.236      | 10.748      | 79° 50′ N, 080° 00′ W |
| 4    | Neufundland                                           | Sankt-Lorenz-Golf                                                          | Neufundland und Labrador          | 108.860      | 9.871       | 48° 45′ N, 056° 00′ W |
| 5    | Banksinsel                                            | Kanad.-arkt. Archipel                                                      | Nordwest-Territorien              | 70.028       | 1.920       | 72° 45′ N, 121° 30′ W |
| 6    | Devon Island                                          | Kanad.-arkt. Archipel, Königin-Elisabeth-Inseln                            | Nunavut                           | 55.247       | 3.589       | 75° 15′ N, 088° 00′ W |
| 7    | Axel Heiberg Island                                   | Kanad.-arkt. Archipel, Königin-Elisabeth-Inseln                            | Nunavut                           | 43.178       | 3.061       | 79° 45′ N, 091° 00′ W |
| 8    | Melville-Insel                                        | Kanad.-arkt. Archipel, Königin-Elisabeth-Inseln                            | Nordwest-Territorien/ Nunavut     | 42.149       | 3.107       | 75° 30′ N, 111° 30′ W |
| 9    | Southampton-Insel                                     | Kanad.-arkt. Archipel, Hudson Bay                                          | Nunavut                           | 41.214       | 1.944       | 64° 20′ N, 084° 40′ W |
| 10   | Prince-of-Wales-Insel                                 | Kanad.-arkt. Archipel                                                      | Nunavut                           | 33.339       | 2.576       | 72° 40′ N, 099° 33′ W |
| 11   | Vancouver Island                                      | Pazifikküste                                                               | British Columbia                  | 31.285       | 3.226       | 49° 30′ N, 125° 30′ W |
| 12   | Somerset Island                                       | Kanad.-arkt. Archipel                                                      | Nunavut                           | 24.786       | 1.297       | 73° 15′ N, 093° 30′ W |
| 13   | Bathurst Island                                       | Kanad.-arkt. Archipel, Königin-Elisabeth-Inseln                            | Nunavut                           | 16.042       | 2.069       | 75° 45′ N, 100° 00′ W |
| 14   | Prinz-Patrick-Insel                                   | Kanad.-arkt. Archipel, Königin-Elisabeth-Inseln                            | Nordwest-Territorien              | 15.848       | 1.672       | 76° 45′ N, 119° 30′ W |
| 15   | King William Island                                   | Kanad.-arkt. Archipel                                                      | Nunavut                           | 13.111       | 1.289       | 69° 10′ N, 097° 25′ W |
| 16   | Ellef Ringnes Island                                  | Kanad.-arkt. Archipel, Königin-Elisabeth-Inseln                            | Nunavut                           | 11.295       | 1.027       | 78° 30′ N, 103° 00′ W |
| 17   | Bylot-Insel                                           | kanad.-arkt. Archipel, Baffininsel vorgelagert                             | Nunavut                           | 11.067       | 579         | 73° 13′ N, 078° 34′ W |
| 18   | Kap-Breton-Insel                                      | Sankt-Lorenz-Golf                                                          | Nova Scotia                       | 10.311       | 1.775       | 46° 00′ N, 060° 30′ W |
| 19   | Prince Charles Island                                 | Kanad.-arkt. Archipel, Foxe Basin                                          | Nunavut                           | 9.521        | 402         | 67° 47′ N, 076° 12′ W |
| 20   | Anticosti                                             | Sankt-Lorenz-Golf                                                          | Québec                            | 7.941        | 554         | 49° 30′ N, 063° 00′ W |
| 21   | Cornwallis Island                                     | Kanad.-arkt. Archipel, Königin-Elisabeth-Inseln                            | Nunavut                           | 6.995        | 636         | 75° 05′ N, 095° 00′ W |
| 22   | Graham Island                                         | Haida Gwaii                                                                | British Columbia                  | 6.361        | 1.106       | 53° 20′ N, 132° 25′ W |
| 23   | Prince Edward Island                                  | Sankt-Lorenz-Golf                                                          | Prince Edward Island              | 5.620        | 1.107       | 46° 30′ N, 063° 00′ W |
| 24   | Coats Island                                          | Kanad.-arkt. Archipel, Hudson Bay                                          | Nunavut                           | 5.498        | 385         | 62° 30′ N, 083° 00′ W |
| 25   | Amund Ringnes Island                                  | Kanad.-arkt. Archipel, Königin-Elisabeth-Inseln                            | Nunavut                           | 5.255        | 500         | 78° 20′ N, 096° 25′ W |
| 26   | Mackenzie-King-Insel                                  | Kanad.-arkt. Archipel, Königin-Elisabeth-Inseln                            | Nordwest-Territorien/ Nunavut     | 5.048        | 444         | 77° 45′ N, 112° 00′ W |
| 27   | Stefansson Island                                     | Kanad.-arkt. Archipel, Viscount Melville Sound                             | Nunavut                           | 4.463        | 449         | 73° 20′ N, 105° 45′ W |
| 28   | Mansel Island                                         | Kanad.-arkt. Archipel, Hudson Bay                                          | Nunavut                           | 3.180        | 298         | 62° 00′ N, 079° 50′ W |
| 29   | Akimiski Island                                       | James Bay                                                                  | Nunavut                           | 3.001        | 261         | 53° 00′ N, 081° 20′ W |
| 30   | Borden-Insel                                          | Kanad.-arkt. Archipel, Königin-Elisabeth-Inseln                            | Nordwest-Territorien/ Nunavut     | 2.794        | 418         | 78° 30′ N, 111° 30′ W |
| 31   | Manitoulin                                            | Huronsee                                                                   | Ontario                           | 2.765        |             | 45° 49′ N, 082° 24′ W |
| 32   | Moresby Island                                        | Haida Gwaii                                                                | British Columbia                  | 2.608        | 1.180       | 52° 25′ N, 131° 30′ W |
| 33   | Cornwall Island                                       | Kanad.-arkt. Archipel, Königin-Elisabeth-Inseln                            | Nunavut                           | 2.358        | 311         | 77° 37′ N, 094° 38′ W |
| 34   | Princess Royal Island                                 | Pazifikküste                                                               | British Columbia                  | 2.251        | 592         | 52° 55′ N, 128° 50′ W |
| 35   | Richards Island                                       | Mackenzie River-Mündungsdelta                                              | Nordwest-Territorien              | 2.165        | 486         | 69° 20′ N, 134° 30′ W |
| 36   | René-Levasseur-Insel                                  | Manicouagan-Stausee                                                        | Québec                            | 2.020        |             | 51° 24′ N, 068° 42′ W |
| 37   | Air Force Island                                      | Kanad.-arkt. Archipel, Foxe Basin                                          | Nunavut                           | 1.720        | 201         | 67° 58′ N, 074° 05′ W |
| 38   | Flaherty Island                                       | Belcherinseln                                                              | Nunavut                           | 1.585        | 933         | 56° 14′ N, 079° 17′ W |
| 39   | Eglinton Island                                       | Kanad.-arkt. Archipel, Königin-Elisabeth-Inseln                            | Nordwest-Territorien              | 1.541        | 227         | 75° 48′ N, 118° 30′ W |
| 40   | Ross Island                                           | Winnipegsee, Nelson River                                                  | Manitoba                          | ca. 1.500    |             | 54° 11′ N, 097° 55′ W |
| 41   | Graham Island                                         | Kanad.-arkt. Archipel, Königin-Elisabeth-Inseln                            | Nunavut                           | 1.378        | 171         | 77° 25′ N, 090° 30′ W |
| 42   | Pitt Island                                           | Pazifikküste                                                               | British Columbia                  | 1.375        | 465         | 53° 30′ N, 129° 47′ W |
| 43   | Nottingham Island                                     | Kanad.-arkt. Archipel, Hudsonstraße                                        | Nunavut                           | 1.372        | 274         | 63° 20′ N, 077° 55′ W |
| 44   | Lougheed Island                                       | Kanad.-arkt. Archipel, Königin-Elisabeth-Inseln                            | Nunavut                           | 1.308        | 243         | 77° 26′ N, 105° 06′ W |
| 45   | Byam Martin Island                                    | Kanad.-arkt. Archipel, Königin-Elisabeth-Inseln                            | Nunavut                           | 1.150        | 145         | 75° 12′ N, 104° 15′ W |
| 46   | Wales Island                                          | Kanad.-arkt. Archipel, Golf von Boothia                                    | Nunavut                           | 1.137        | 176         | 68° 01′ N, 086° 40′ W |
| 47   | Île Vanier                                            | Kanad.-arkt. Archipel, Königin-Elisabeth-Inseln                            | Nunavut                           | 1.126        | 169         | 76° 10′ N, 103° 15′ W |
| 48   | Rowley Island                                         | Kanad.-arkt. Archipel, Foxe Basin                                          | Nunavut                           | 1.090        | 219         | 69° 06′ N, 078° 52′ W |
| 49   | Cameron Island                                        | Kanad.-arkt. Archipel, Königin-Elisabeth-Inseln                            | Nunavut                           | 1.059        | 219         | 76° 30′ N, 103° 50′ W |
| 50   | Resolution Island                                     | Kanad.-arkt. Archipel, Hudsonstraße                                        | Nunavut                           | 1.015        | 394         | 61° 30′ N, 065° 00′ W |
| 51   | Vansittart Island                                     | Kanad.-arkt. Archipel, Foxe Basin                                          | Nunavut                           | 997          | 344         | 65° 50′ N, 084° 00′ W |
| 52   | Banks Island                                          | Pazifikküste                                                               | British Columbia                  | 990          | 288         | 53° 25′ N, 130° 10′ W |
| 53   | Meighen Island                                        | Kanad.-arkt. Archipel, Königin-Elisabeth-Inseln                            | Nunavut                           | 955          | 188         | 79° 55′ N, 099° 30′ W |
| 54   | Russell Island                                        | Kanad.-arkt. Archipel, Barrow Strait                                       | Nunavut                           | 940          | 214         | 74° 00′ N, 098° 25′ W |
| 55   | Jens Munk Island                                      | Kanad.-arkt. Archipel, Foxe Basin                                          | Nunavut                           | 920          | 298         | 69° 39′ N, 080° 04′ W |
| 56   | Akpatok Island                                        | Kanad.-arkt. Archipel, Ungava Bay                                          | Nunavut                           | 903          | 129         | 60° 25′ N, 068° 08′ W |
| 57   | King Island                                           | Pazifikküste                                                               | British Columbia                  | 808          | 236         | 52° 15′ N, 127° 35′ W |
| 58   | Salisbury Island                                      | Kanad.-arkt. Archipel, Hudsonstraße                                        | Nunavut                           | 804          | 278         | 63° 30′ N, 077° 00′ W |
| 59   | Big Island                                            | Kanad.-arkt. Archipel, Hudsonstraße                                        | Nunavut                           | 803          | 309         | 62° 43′ N, 070° 43′ W |
| 60   | White Island                                          | Kanad.-arkt. Archipel, Foxe Basin                                          | Nunavut                           | 789          | 188         | 65° 50′ N, 084° 50′ W |
| 61   | Brock-Insel                                           | Kanad.-arkt. Archipel, Königin-Elisabeth-Inseln                            | Nordwest-Territorien              | 764          | 174         | 77° 52′ N, 114° 19′ W |
| 62   | Bray Island                                           | Kanad.-arkt. Archipel, Foxe Basin                                          | Nunavut                           | 689          | 166         | 69° 16′ N, 077° 00′ W |
| 63   | King Christian Island                                 | Kanad.-arkt. Archipel, Königin-Elisabeth-Inseln                            | Nunavut                           | 645          | 116         | 77° 48′ N, 101° 40′ W |
| 64   | Foley Island                                          | Kanad.-arkt. Archipel, Foxe Basin                                          | Nunavut                           | 637          | 153         | 68° 32′ N, 075° 05′ W |
| 65   | North Kent Island                                     | Kanad.-arkt. Archipel, Königin-Elisabeth-Inseln                            | Nunavut                           | 590          | 122         | 76° 40′ N, 090° 08′ W |
| 66   | Emerald Isle                                          | Kanad.-arkt. Archipel, Königin-Elisabeth-Inseln                            | Nordwest-Territorien              | 549          | 117         | 76° 48′ N, 114° 10′ W |
| 67   | Porcher Island                                        | Pazifikküste                                                               | British Columbia                  | 521          | 267         | 53° 58′ N, 130° 25′ W |
| 68   | Nootka Island                                         | Pazifikküste                                                               | British Columbia                  | 510          | 187         | 49° 45′ N, 126° 45′ W |
| 69   | Alexander Island                                      | Kanad.-arkt. Archipel, Königin-Elisabeth-Inseln                            | Nunavut                           | 484          | 129         | 75° 52′ N, 102° 37′ W |
| 70   | Sillem Island                                         | Kanad.-arkt. Archipel, Baffininsel vorgelagert                             | Nunavut                           | 482          | 93          | 70° 56′ N, 071° 43′ W |
| 71   | Matty Island                                          | Kanad.-arkt. Archipel, James Ross Strait                                   | Nunavut                           | 477          | 285         | 69° 29′ N, 095° 40′ W |
| 72   | Royal Geographical Society Island                     | Kanad.-arkt. Archipel, Queen Maud Gulf, Royal Geographical Society Islands | Nunavut                           | 458          | 153         | 68° 55′ N, 100° 27′ W |
| 72   | Koch Island                                           | Kanad.-arkt. Archipel, Foxe Basin                                          | Nunavut                           | 458          | 130         | 69° 38′ N, 078° 20′ W |
| 74   | South Aulatsivik Island                               | Labradorküste                                                              | Neufundland und Labrador          | 456          | 228         | 56° 45′ N, 061° 30′ W |
| 75   | Massey Island                                         | Kanad.-arkt. Archipel, Königin-Elisabeth-Inseln                            | Nunavut                           | 432          | 113         | 76° 00′ N, 103° 00′ W |
| 76   | Aristazabal Island                                    | Pazifikküste                                                               | British Columbia                  | 420          | 171         | 52° 38′ N, 129° 05′ W |
| 76   | Jenny Lind Island                                     | Kanad.-arkt. Archipel, Queen Maud Gulf                                     | Nunavut                           | 420          | 113         | 68° 43′ N, 101° 58′ W |
| 78   | Loks Land Island                                      | Kanad.-arkt. Archipel, Baffininsel vorgelagert                             | Nunavut                           | 419          | 206         | 62° 26′ N, 064° 38′ W |
| 79   | Little Cornwallis Island                              | Kanad.-arkt. Archipel, Königin-Elisabeth-Inseln                            | Nunavut                           | 412          | 158         | 75° 30′ N, 096° 30′ W |
| 79   | Prescott Island                                       | Kanad.-arkt. Archipel, Peel Sound                                          | Nunavut                           | 412          | 87          | 73° 03′ N, 096° 50′ W |
| 81   | Crown Prince Frederik Island                          | Kanad.-arkt. Archipel, Golf von Boothia                                    | Nunavut                           | 401          | 108         | 70° 02′ N, 086° 50′ W |
| 82   | Gilford Island                                        | Pazifikküste                                                               | British Columbia                  | 384          | 170         | 50° 45′ N, 126° 20′ W |
| 83   | Melbourne Island                                      | Kanad.-arkt. Archipel, Queen Maud Gulf                                     | Nunavut                           | 381          | 82          | 68° 30′ N, 104° 45′ W |
| 84   | Hawkesbury Island                                     | Pazifikküste                                                               | British Columbia                  | 365          | 122         | 53° 35′ N, 129° 04′ W |
| 84   | St. Joseph Island                                     | Huronsee                                                                   | Ontario                           | 365          |             | 46° 13′ N, 083° 57′ W |
| 86   | Hunter Island                                         | Pazifikküste                                                               | British Columbia                  | 363          | 238         | 51° 57′ N, 128° 00′ W |
| 87   | Tukarak Island                                        | Belcherinseln                                                              | Nunavut                           | 349          | 174         | 56° 16′ N, 078° 45′ W |
| 88   | Coburg Island                                         | Kanad.-arkt. Archipel, Königin-Elisabeth-Inseln                            | Nunavut                           | 344          | 138         | 75° 57′ N, 079° 26′ W |
| 89   | Calvert Island                                        | Pazifikküste                                                               | British Columbia                  | 329          | 124         | 51° 32′ N, 128° 00′ W |
| 90   | Helena Island                                         | Kanad.-arkt. Archipel, Königin-Elisabeth-Inseln                            | Nunavut                           | 326          | 98          | 76° 39′ N, 101° 04′ W |
| 91   | Kugong Island                                         | Belcherinseln                                                              | Nunavut                           | 321          | 184         | 56° 18′ N, 079° 50′ W |
| 92   | Stor Island                                           | Kanad.-arkt. Archipel, Königin-Elisabeth-Inseln                            | Nunavut                           | 313          | 79          | 78° 59′ N, 085° 50′ W |
| 93   | Charlton Island                                       | James Bay                                                                  | Nunavut                           | 308          | 93          | 52° 00′ N, 079° 30′ W |
| 93   | Tennent Island                                        | Kanad.-arkt. Archipel, James Ross Strait                                   | Nunavut                           | 308          | 113         | 69° 30′ N, 096° 30′ W |
| 95   | Texada Island                                         | Gulf Islands, Strait of Georgia                                            | British Columbia                  | 301          | 124         | 49° 40′ N, 124° 25′ W |
| 96   | Baillie-Hamilton Island                               | Kanad.-arkt. Archipel, Königin-Elisabeth-Inseln                            | Nunavut                           | 290          | 74          | 75° 52′ N, 094° 35′ W |
| 97   | Edgell Island                                         | Kanad.-arkt. Archipel, Hudsonstraße                                        | Nunavut                           | 287          | 148         | 61° 50′ N, 065° 00′ W |
| 98   | Swindle Island                                        | Pazifikküste                                                               | British Columbia                  | 285          | 172         | 52° 32′ N, 128° 35′ W |
| 99   | Louise Island                                         | Haida Gwaii                                                                | British Columbia                  | 275          | 87          | 52° 59′ N, 131° 47′ W |
| 99   | McCauley Island                                       | Pazifikküste                                                               | British Columbia                  | 275          | 108         | 53° 40′ N, 130° 15′ W |
| 101  | St. Ignace Island                                     | Oberer See                                                                 | Ontario                           | 274          |             | 48° 48′ N, 087° 56′ W |
| 102  | Brevoort Island                                       | Kanad.-arkt. Archipel, Lemieux Islands, Baffininsel vorgelagert            | Nunavut                           | 271          | 177         | 63° 30′ N, 064° 20′ W |
| 103  | Quadra Island                                         | Discovery Islands                                                          | British Columbia                  | 270          | 159         | 50° 12′ N, 125° 15′ W |
| 104  | Killiniq Island                                       | Labradorküste                                                              | Neufundland und Labrador/ Nunavut | 269          | 196         | 60° 21′ N, 064° 31′ W |
| 105  | Adams Island                                          | Kanad.-arkt. Archipel, Baffininsel vorgelagert                             | Nunavut                           | 267          | 113         | 71° 27′ N, 073° 05′ W |
| 106  | Fogo Island                                           | Neufundland vorgelagert                                                    | Neufundland und Labrador          | 254          | 142         | 49° 40′ N, 054° 10′ W |
| 107  | Größte Insel der Simpson Islands im Großen Sklavensee | Großer Sklavensee                                                          | Nordwest-Territorien              | 251          |             | 61° 50′ N, 112° 28′ W |
| 108  | Random Island                                         | Neufundland vorgelagert                                                    | Neufundland und Labrador          | 249          | 119         | 48° 08′ N, 053° 44′ W |
| 109  | Blanchet Island                                       | Großer Sklavensee                                                          | Nordwest-Territorien              | 243          |             | 62° 00′ N, 112° 23′ W |
| 110  | Île Jésus                                             | Sankt-Lorenz-Strom, Hochelaga-Archipel                                     | Québec                            | 242          |             | 45° 37′ N, 073° 43′ W |
| 111  | Gil Island                                            | Pazifikküste                                                               | British Columbia                  | 236          | 92          | 53° 12′ N, 129° 14′ W |
| 112  | Charles Island                                        | Kanad.-arkt. Archipel, Hudsonstraße                                        | Nunavut                           | 235          | 132         | 62° 39′ N, 074° 15′ W |
| 113  | Moodie Island                                         | Kanad.-arkt. Archipel, Lemieux Islands, Baffininsel vorgelagert            | Nunavut                           | 233          | 172         | 64° 37′ N, 065° 30′ W |
| 113  | Roderick Island                                       | Pazifikküste                                                               | British Columbia                  | 233          | 119         | 52° 38′ N, 128° 22′ W |
| 115  | Gateshead Island                                      | Kanad.-arkt. Archipel, McClintock-Kanal                                    | Nunavut                           | 220          | 129         | 70° 36′ N, 100° 26′ W |
| 115  | Pearse Island                                         | Pazifikküste                                                               | British Columbia                  | 220          | 98          | 54° 52′ N, 130° 20′ W |
| 117  | Gribbell Island                                       | Pazifikküste                                                               | British Columbia                  | 202          | 71          | 53° 25′ N, 129° 01′ W |
| 118  | Boularderie Island                                    | Kap-Breton-Insel, Bras d’Or Lake                                           | Nova Scotia                       | 192          | 108         | 46° 13′ N, 060° 27′ W |
| 118  | Glover Island                                         | Grand Lake (Neufundland)                                                   | Neufundland und Labrador          | 192          |             | 48° 46′ N, 057° 43′ W |
| 120  | Île d’Orléans                                         | Sankt-Lorenz-Strom (Mündung)                                               | Québec                            | 190          |             | 46° 55′ N, 070° 59′ W |
| 121  | Griffith Island (Nunavut)                             | Kanad.-arkt. Archipel, Königin-Elisabeth-Inseln                            | Nunavut                           | 189          | 63          | 74° 35′ N, 095° 30′ W |
| 121  | New World Island                                      | Neufundland vorgelagert                                                    | Neufundland und Labrador          | 189          | 216         | 49° 35′ N, 054° 40′ W |
| 123  | Saltspring Island                                     | Gulf Islands, Strait of Georgia                                            | British Columbia                  | 187          | 119         | 48° 45′ N, 123° 29′ W |
| 124  | Tunungayualok Island                                  | Labradorküste                                                              | Neufundland und Labrador          | 186          | 137         | 56° 05′ N, 061° 05′ W |
| 125  | Michipicoten Island                                   | Oberer See                                                                 | Ontario                           | 184          |             | 47° 45′ N, 085° 46′ W |
| 126  | Mill Island                                           | Kanad.-arkt. Archipel, Hudsonstraße                                        | Nunavut                           | 181          | 146         | 64° 00′ N, 077° 48′ W |
| 127  | Paul Island                                           | Labradorküste                                                              | Neufundland und Labrador          | 179          | 171         | 56° 30′ N, 061° 25′ W |
| 127  | West Okak Island                                      | Labradorküste, Okak Islands                                                | Neufundland und Labrador          | 179          | 71          | 57° 30′ N, 061° 52′ W |
| 129  | Lyell Island                                          | Haida Gwaii                                                                | British Columbia                  | 176          | 130         | 52° 40′ N, 131° 30′ W |
| 129  | Preble Island                                         | Großer Sklavensee                                                          | Nordwest-Territorien              | 176          |             | 61° 39′ N, 112° 28′ W |
| 131  | Cockburn Island                                       | Huronsee                                                                   | Ontario                           | 175          |             | 45° 55′ N, 083° 22′ W |
| 132  | Admiralty Island                                      | Kanad.-arkt. Archipel, Victoria Strait                                     | Nunavut                           | 171          | 154         | 69° 28′ N, 101° 10′ W |
| 132  | West Redonda Island                                   | Discovery Islands                                                          | British Columbia                  | 171          | 105         | 50° 12′ N, 124° 53′ W |
| 134  | Campania Island                                       | Pazifikküste                                                               | British Columbia                  | 169          | 127         | 53° 05′ N, 129° 25′ W |
| 135  | Long Island                                           | Hudson Bay                                                                 | Nunavut                           | 168          | 159         | 54° 52′ N, 079° 25′ W |
| 136  | Price Island                                          | Pazifikküste                                                               | British Columbia                  | 166          | 98          | 52° 28′ N, 128° 42′ W |
| 137  | Pooley Island                                         | Pazifikküste                                                               | British Columbia                  | 163          | 87          | 52° 43′ N, 128° 14′ W |
| 137  | Sonora Island                                         | Discovery Islands                                                          | British Columbia                  | 163          | 85          | 50° 22′ N, 125° 15′ W |
| 139  | Hoved Island                                          | Kanad.-arkt. Archipel, Königin-Elisabeth-Inseln                            | Nunavut                           | 158          | 55          | 77° 32′ N, 085° 09′ W |
| 139  | South Tweedsmuir Island                               | Kanad.-arkt. Archipel, Foxe Basin                                          | Nunavut                           | 158          | 94          | 68° 23′ N, 074° 15′ W |
| 141  | North Twin Island                                     | James Bay, Twin Islands                                                    | Nunavut                           | 157          | 58          | 53° 18′ N, 080° 00′ W |
| 142  | Cracroft Islands                                      | Pazifikküste                                                               | British Columbia                  | 150          | 113         | 50° 33′ N, 126° 20′ W |
| 142  | Flores Island                                         | Vancouver Island vorgelagert                                               | British Columbia                  | 150          | 82          | 49° 20′ N, 126° 10′ W |
| 142  | Île Lamèque                                           | Sankt-Lorenz-Golf                                                          | New Brunswick                     | 150          | 101         | 47° 48′ N, 064° 35′ W |
| 142  | Padloping Island                                      | Kanad.-arkt. Archipel, Baffininsel vorgelagert                             | Nunavut                           | 150          | 89          | 67° 06′ N, 062° 38′ W |

## Liste kanadischer Inseln nach Inselgruppe bzw. Provinz

### Kanadisch-arktischer Archipel
siehe Liste der Inseln des kanadisch-arktischen Archipels

#### Königin-Elisabeth-Inseln
siehe Liste der Königin-Elisabeth-Inseln

### British Columbia
siehe Liste der Inseln in British Columbia

### New Brunswick
siehe Liste der Inseln in New Brunswick

### Neufundland und Labrador
siehe Liste der Inseln in Neufundland und Labrador

### Nova Scotia
siehe Liste der Inseln in Nova Scotia

### Ontario
- Amherst Island
- Flowerpot Island
- Thousand Islands
- Toronto Islands
- Wolfe Island

### Prince Edward Island
siehe Liste der Inseln der Prince Edward Island

### Québec
- Île Bizard
- Île Bonaventure
- Îles de Boucherville
- Île Dorval
- Île Greenly
- Île Jésus
- Île de Montréal
- Île Notre-Dame
- Île Perrot
- Île Sainte-Hélène
- Magdalenen-Inseln